# Fatawu Safiu
Abdul Fatawu Safiu (Techiman, 16 luglio 1994) è un calciatore ghanese, attaccante dell'Al-Sinaa.

## Carriera
In carriera ha giocato 9 partite nella CAF Confederation Cup.